# Dubbelbössan
Dubbelbössan (franska: Le vieux fusil) är en fransk-tysk dramafilm från 1975 i regi av Robert Enrico. Filmen är baserad på massakern i Oradour-sur-Glane år 1944.

## Utmärkelser
Filmen vann Césarpriset för bästa film 1976.

## Roller (urval)
- Philippe Noiret – Julien
- Romy Schneider – Clara
- Jean Bouise – François
- Madeleine Ozeray – Juliens mor
- Joachim Hansen – SS-officer
- Robert Hoffmann – SS-löjtnant
- Karl Michael Vogler – dr Müller